# Kaštiliašu (Ḫana)
Kaštiliašu/Kaštiliaš war ein König von Ḫana am mittleren Euphrat. Er war der Nachfolger von Jadi-Abu/Jadih-Abu/Idi-Abu. Der Name wird allgemein als kassitisch gedeutet. Podany hält ihn für einen Zeitgenossen Abi-ēšuḫs von Babylon und setzt seine Herrschaft am Ende des 18. und zu Beginn des 17. Jahrhunderts an.
Aufgrund der epigraphischen Funde hält ihn G. Colbow dagegen für einen Zeitgenossen von Ammī-ditāna oder Ammi-ṣaduqa.

## Herrschaft
Die Jahresnamen des Kaštiliašu belegen den Kult des Adad und Kontakte mit den Suti sowie ein mēšarum-Edikt. In einem solchen mēšarum-Edikt wurden, meist im ersten Regierungsjahr des Königs, die Rechtsgrundlagen verkündet, nach denen er seine Herrschaft einrichten wollte. Weitere mēšarum-Edikte konnten im siebten Regierungsjahr, aber auch zu besonderen Anlässen verfügt werden. Solche Edikte und entsprechende Jahresnamen sind auch von sumerischen und dem  altbabylonischen König Ammi-ṣaduqa bekannt.
Sein Nachfolger, oder ein König, der bald nach seiner Herrschaft regierte, war Šunuhru-Ammu.

## Name
Der Name Kaštiliašu gilt allgemein als kassitisch, Landsberger sieht Kaštiliaš/Kaštil-ašu und Agum als "Leitnamen", Paare von Namen, die sich vom Großvater auf den erstgeborenen Enkel vererbten.
Verschiedene Theorien versuchen zu erklären, warum ein König von Hana einen kassitischen Namen trug:
1. Kaštiliašu war ein Kassite, und Hana war zu seiner Zeit kassitisch beherrscht.[7][8] Es wird auch vorgeschlagen, Kaštiliašu mit Kaštiliaš I. der babylonischen Königsliste und der synchronistischen Königsliste gleichzusetzen. Von diesem wird gewöhnlich angenommen, dass er noch nicht in Babylon herrschte, sondern lediglich zu den Vorfahren der späteren Kassitenkönige gehörte. Gegen diese These spricht, dass in der Gegend von Terqa sonst keine kassitische Besiedlung nachgewiesen werden konnte.[9]
2. Kaštiliašu war kein Kassite und trug seinen Namen zu Ehren eines gleichzeitigen oder älteren Herrschers. Dafür kommen vor allem Kaštiliaš I.-IV. in Frage, von denen Kaštiliaš III. und IV.  mit Sicherheit Könige von Babylon waren. Buccellati hält Kaštiliašu für einen Ammurriter.[10] Sein nächster bekannter Nachfolger, Šunuhru-Ammu, trägt einen eindeutig ammurritischen Namen[11]